# Сильвио Сантос
Сильвио Сантос (настоящее имя Сеньор Абраванель, 12 декабря 1930, Рио-де-Жанейро — 17 августа 2024, Сан-Паулу) — бразильский телеведущий и предприниматель. широко признан как величайший образец в истории телекоммуникаций в Бразилии и Латинской Америке.
Активно работал на телевидении с 1960-х годов, расширяя свой бизнес и создавая одноимённую бизнес-группу, помимо деятельности в области музыки, радио и политики.

## Биография
К вершинам успеха Сантосу пришлось подниматься в прямом смысле слова с самого низа — начинал Сильвио с уличной торговли. Постепенно Сильвио начал запускать новые проекты: он занимался любительской рекламой, устраивал уличные лотереи и организовывал представления в местных барах. Некоторое время он отдал службе родине — в 18 лет Сильвио Сантос вступил в ряды бразильских десантников, но сочетать службу в армии с коммерческой деятельностью было довольно трудно.
Коммерция, однако, влекла Сильвио не так сильно, как актерская деятельность, очень скоро юноша начал подыскивать себе работу на радио, телевидении и даже в цирке. Сильвио регулярно участвовал в прослушиваниях и пробах — и несколько раз даже выигрывал. В конечном итоге Сантос сумел добиться довольно впечатляющих результатов – он стал одним из самых известных телеведущих в стране. Главным его достижением, безусловно, стало создание "SBT" — Сильвио до сих пор ведёт там целую серию различных телепрограмм. Не оставил Сантос и предпринимательскую деятельность, его компания «Grupo Sílvio Santos» руководит рядом сельскохозяйственных проектов и отелей.
Сантос умер 17 августа 2024 года в Сан-Паулу от гриппа H1N1. Телеведущий с начала августа находился в израильской больнице имени Альберта Эйнштейна.